# 9 stycznia
9 stycznia jest 9. dniem w kalendarzu gregoriańskim. Do końca roku pozostało 356 (w latach przestępnych 357) dni.

## Święta
- Imieniny obchodzą: Adrian, Adrianna, Alicja, Antoni, Bracsław, Julian, Marcelin, Marcjanna, Mścisława, Piotr i Przemir.
- Panama – Dzień Męczenników
- Polska – Dzień Ligi Ochrony Przyrody[1]
- Republika Serbska w Bośni i Hercegowinie – Dzień Republiki.
- Wspomnienia i święta w Kościele katolickim[2][3] obchodzą:
  - św. Adrian z Canterbury (opat)
  - bł. Alicja Le Clerc (zakonnica)
  - św. Andrzej Corsini (biskup Fiesole; również 6 stycznia i 4 lutego)
  - św. Julian i Bazylissa (również 6 stycznia), Kelsos i Marcjanilla, Anastazy i Antoni (męczennicy)
  - św. Piotr z Sebasty (biskup)
  - św. Polieukt (Po-święto Teofanii w Kościele neounickim)[4]

## Wydarzenia w Polsce
- 1433 – Król Władysław Jagiełło nadał szlachcie przywilej krakowski, który potwierdził wcześniejszy przywilej jedleński.
- 1572 – W wyniku powodzi w Toruniu zginęło 300 osób.
- 1654 – Na Placu Drzewnym w Zielonej Górze spłonęła na stosie skazana za czary Katarzyna Funke.
- 1723 – Biała Krakowska (dziś część Bielska-Białej) otrzymała prawa miejskie.
- 1796 – Została zamknięta Mennica Polska.
- 1809 – Została reaktywowana loża wolnomularska Świątynia Izis.
- 1831 – Juliusz Słowacki podjął pracę w powstańczym Biurze Dyplomatycznym księcia Adama Jerzego Czartoryskiego.
- 1838 – W Gdańsku otwarto pierwsze publiczne przedszkole.
- 1847 – Emisariusz Towarzystwa Demokratycznego Polskiego i agitator narodowy na terenie Wielkopolski Antoni Babiński został zatrzymany po pościgu na zamarzniętym jeziorze Rogoźno, po tym jak w karczmie w Studzieńcu zastrzelił chcącego go wylegitymować pruskiego żandarma.
- 1919 – Powstańcy wielkopolscy dokonali nalotu bombowego na lotnisko we Frankfurcie nad Odrą.
- 1923 – Początek strajku 50 tysięcy robotników przemysłu włókienniczego w Łodzi, Bielsku i Białymstoku.
- 1927 – Utworzono Ministerstwo Poczt i Telegrafów, które objął Bogusław Miedziński.
- 1928 – Powstała Liga Ochrony Przyrody.
- 1943:
  - Reichsführer-SS Heinrich Himmler dokonał inspekcji terenu warszawskiego getta, której efektem tzw. akcja styczniowa w dniach 18-22 stycznia, podczas której wywieziono do Treblinki ok. 6 tysięcy Żydów.
  - W Zabłociu w dawnym województwie wołyńskim Niemcy zlikwidowali obóz pracy dla żydowskich rzemieślników, rozstrzeliwując 101 więźniów.
- 1944 – Powstała Rada Jedności Narodowej.
- 1966 – Władze PRL odmówiły wydania paszportu prymasowi kardynałowi Stefanowi Wyszyńskiemu na wyjazd do Watykanu na obchody milenium chrztu Polski.
- 1970 – Premiera filmu Nowy w reżyserii Jerzego Ziarnika.
- 1972 – Premiera 1. odcinka serialu telewizyjnego Podróż za jeden uśmiech w reżyserii Stanisława Jędryki.
- 1973 – Premiera filmu Wesele w reżyserii Andrzeja Wajdy.
- 1974 – Dokonano oblotu jedynego w historii odrzutowego samolotu rolniczego PZL M-15 (Belphegor).
- 1984 – Premiera filmu kostiumowego Oko proroka w reżyserii Pawła Komorowskiego.
- 1986 – W Gdańsku aresztowano działającego od 4 lat w ukryciu Bogdana Borusewicza.
- 1988:
  - Podniesiono banderę na niszczycielu rakietowym ORP „Warszawa”.
  - Premiera filmu Pan Samochodzik i praskie tajemnice w reżyserii Kazimierza Tarnasa.
- 1991 – Zdemontowano pomnik Iwana Koniewa w Krakowie.
- 1995 – Premiera filmu Spis cudzołożnic w reżyserii Jerzego Stuhra.
- 2000 – Odbył się 8. Finał Wielkiej Orkiestry Świątecznej Pomocy.
- 2005 – Odbył się 13. Finał Wielkiej Orkiestry Świątecznej Pomocy.
- 2006 – Powstał Górnośląski Związek Metropolitalny.
- 2011 – Odbył się 19. Finał Wielkiej Orkiestry Świątecznej Pomocy.
- 2013 – Norweg Anders Bardal zwyciężył w pierwszym w historii konkursie Pucharu Świata na skoczni narciarskiej im. Adama Małysza w Wiśle.
- 2017 – Ukazał się 1. odcinek komediowego serialu internetowego Ucho Prezesa.

## Wydarzenia na świecie
- 475 – Cesarz wschodniorzymski Zenon został obalony w wyniku rewolty Bazyliskusa, który ogłosił się nowym cesarzem.
- 1127 – Dżurdżenowie zdobyli Bianjing (Kaifeng), obalając cesarza Chin Qinzonga(inne języki), ostatniego przedstawiciela północnej dynastii Song.
- 1154 – Sintra w Portugalii otrzymała prawa miejskie.
- 1317 – Filip V Wysoki koronował się w katedrze w Reims na króla Francji.
- 1349 – W szwajcarskiej Bazylei spalono żywcem w domach ok. 700 Żydów jako rzekomych sprawców epidemii dżumy.
- 1391 – Wielki książę moskiewski Wasyl I ożenił się z księżniczką litewską Zofią Witoldówną.
- 1431 – Przed kościelnym sądem biskupim w Rouen rozpoczął się proces Joanny d’Arc.
- 1446 – Na sejmie zwołanym w okolicy Weißensee Wilhelm II ogłosił się władcą Turyngii, co doprowadziło do wybuchu wojny domowej z jego bratem elektorem saskim Fryderykiem II.
- 1464 – W Brugii zwołano pierwsze holenderskie Stany Generalne.
- 1493 – Krzysztof Kolumb jako pierwszy Europejczyk ujrzał manaty, biorąc je za syreny.
- 1522 – Holenderski kardynał Adriaan Florenszoon Boeyens został wybrany na papieża i przybrał imię Hadrian VI.
- 1541 – Przyszły książę elektor Saksonii Maurycy Wettyn ożenił się w Marburgu z Agnieszką Heską.
- 1713 – III wojna północna: wojska szwedzkie spaliły miasto Altona (od 1938 roku dzielnica Hamburga).
- 1719 – Francja wypowiedziała wojnę Hiszpanii.
- 1738 – Joseph Süß Oppenheimer, żydowski kupiec, bankier i finansista byłego księcia Wirtembergii Karola Aleksandra, został skazany na karę śmierci.
- 1760 – Zwycięstwo wojsk afgańskich nad siłami Imperium Marathów w bitwie pod Barari Ghat(inne języki).
- 1768 – W Londynie odbyło się pierwsze nowożytne przedstawienie cyrkowe.
- 1771 – Ostatnia cesarzowa Japonii Go-Sakuramachi abdykowała na rzecz swego bratanka Go-Momozono.
- 1781 – Powstanie Tupaca Amaru II: powstańcy inkascy zakończyli nieudane oblężenie Cuzco.
- 1788:
  - Connecticut jako 5. stan dołączył do Unii.
  - Słowacka Czadca otrzymała prawa miejskie.
- 1792 – Imperium Osmańskie i Imperium Rosyjskie podpisały traktat pokojowy w Jassach.
- 1793 – Francuz Jean-Pierre Blanchard wystartował z Filadelfii w pierwszy w historii Ameryki Północnej lot balonowy.
- 1797 – Powstały Legiony Polskie we Włoszech.
- 1798 – Z rozkazu Napoleona Bonapartego została zniszczona galera dożów weneckich „Bucentaur”.
- 1805 – II wojna z Imperium Marathów(inne języki): nieudany szturm wojsk brytyjskich na twierdzę Bharatpur.
- 1806 – W londyńskiej katedrze św. Pawła został pochowany admirał Horatio Nelson.
- 1812 – Wojna na Półwyspie Iberyjskim: wojska francuskie zdobyły Walencję.
- 1814 – Powstała Królewska Armia Holenderska.
- 1816 – W kopalni w angielskim Hebburn przeprowadzono pierwsze testy bezpiecznej lampy górniczej (lampy Davy’ego).
- 1837 – Król Obojga Sycylii Ferdynand II Burbon poślubił w Wiedniu swoją drugą żonę, arcyksiężniczkę austriacką Marię Teresę Habsburg.
- 1855 – Odsłonięto pomnik Kazimierza Pułaskiego w Savannah w amerykańskim stanie Georgia.
- 1857 – Silne trzęsienie ziemi o magnitudzie 7,9 z epicentrum w pobliżu Parkfield(inne języki) w Kalifornii.
- 1861 – Missisipi jako drugi stan południowy wystąpiło z Unii.
- 1867 – Mutsuhito został cesarzem Japonii.
- 1871 – Wojna francusko-pruska:
  - Kapitulacja francuskiej twierdzy Péronne.
  - Zwycięstwo wojsk francuskich w bitwie pod Villersexel.
- 1878:
  - Humbert I został królem Włoch.
  - X wojna rosyjsko-turecka: kapitulacja wojsk tureckich podczas bitwy pod Szejnową.
- 1900 – W Rzymie założono klub sportowy S.S. Lazio.
- 1902:
  - Andrés Héctor Carvallo został prezydentem Paragwaju.
  - Żaglowiec RRS „Discovery” z brytyjską ekspedycją pod dowództwem Roberta F. Scotta dotarł do przylądka Adare’a na Antarktydzie.
- 1903 – W Dakocie Południowej utworzono Park Narodowy Wind Cave.
- 1909 – Brytyjska wyprawa na biegun południowy pod dowództwem Ernesta Shackletona została zmuszona do odwrotu 180 km od celu z powodu braku żywności.
- 1912 – Amerykańska marynarka wojenna dokonała inwazji na Honduras.
- 1913 – Afonso Costa został premierem Portugalii.
- 1916 – I wojna światowa: zwycięstwem wojsk tureckich nad alianckimi zakończyła się bitwa o Gallipoli.
- 1917 – I wojna światowa:
  - Niemieckie dowództwo postanowiło o powrocie do doktryny nieograniczonej wojny podwodnej.
  - Wojska tureckie zostały wyparte z półwyspu Synaj.
- 1922 – W brytyjskim Mandacie Palestyny odbyły się pierwsze wybory do Najwyższej Rady Muzułmańskiej.
- 1927 – 78 dzieci zginęło w pożarze kina Laurier Palace Theatre w Montrealu.
- 1929 – W Londynie po raz pierwszy zastosowano leczenie surową penicyliną.
- 1937 – Wszedł do kin film animowany Don Donald z Kaczorem Donaldem występującym po raz pierwszy w głównej roli i ze zmienionym wizerunkiem.
- 1938 – Przyszły król Grecji Paweł I poślubił Fryderykę Hanowerską.
- 1939 – We Francuskiej Akademii Nauk noblista Jean Perrin przedstawił publikację dotyczącą odkrycia pierwiastka chemicznego fransu przez Marguerite Perey.
- 1941:
  - Adolf Hitler podjął decyzję o wsparciu włoskich działań wojennych w Afryce.
  - Dokonano oblotu brytyjskiego ciężkiego bombowca Avro Lancaster.
- 1942 – U wybrzeży Minorki w archipelagu Balearów zatonął w czasie sztormu francuski statek pasażerski „Lamoricière(inne języki)”. Zginęło 301 spośród 394 osób na pokładzie, w tym matematyk i kryptolog Jerzy Różycki.
- 1943 – Dokonano oblotu amerykańskiego samolotu pasażerskiego Lockheed Constellation.
- 1944 – Kampania śródziemnomorska: podczas nalotu amerykańskich bombowców B-17 na włoski port Pola (obecnie Pula w Chorwacji) został zbombardowany i zatopiony niemiecki okręt podwodny U-81, w wyniku czego zginęło dwóch członków jego załogi.
- 1945:
  - rozpoczęła się bitwa o Luzon (Filipiny).
  - podczas nalotu na Takao amerykańskie samoloty uszkodziły statek „Enoura Maru”, zabijając około 300 amerykańskich jeńców wojennych.
- 1947 – W ramach denazyfikacji Amerykanie zburzyli Ehrentempel (Świątynię Honoru), zespół dwóch budowli powstałych w 1935 roku w Monachium, gdzie pochowano szesnastu członków NSDAP, którzy zginęli podczas puczu monachijskiego w 1923 roku.
- 1950 – Izrael uznał Chińską Republikę Ludową.
- 1951 – Otwarto oficjalnie kwaterę główną ONZ w Nowym Jorku.
- 1952 – Premier Izraela Dawid Ben Gurion wystąpił z orędziem w Knesecie, przedstawiając plan negocjacji z Niemcami Zachodnimi w sprawie wypłat odszkodowań za Holocaust.
- 1957:
  - Premier Wielkiej Brytanii Anthony Eden podał się do dymisji w następstwie kryzysu sueskiego.
  - Reaktywowano Czeczeńsko-Inguską ASRR.
- 1960 – W Egipcie rozpoczęto budowę tamy assuańskiej.
- 1963 – Dokonano oblotu radzieckiego myśliwca Jak-36.
- 1964 – W antyamerykańskich zamieszkach w strefie Kanału Panamskiego zginęło 29 osób.
- 1965 – Rząd Demokratycznej Republiki Konga poinformował o egzekucji ponad 500 komunistycznych rebeliantów, którzy w 1964 roku zajęli miasto Stanleyville (Kisangani) i wymordowali 8 tys. mieszkańców i 185 białych zakładników.
- 1968 – Ustanowiono flagę Mauritiusa.
- 1969 – W Wielkiej Brytanii odbył się pierwszy lot prototypu pasażerskiego samolotu naddźwiękowego Concorde.
- 1970 – 32 starsze osoby zginęły w pożarze domu opieki Harmer House Center w mieście Marietta w amerykańskim stanie Ohio.
- 1972:
  - W porcie w Hongkongu spłonął brytyjski liniowiec pasażerski „Queen Elizabeth”, od czasu sprzedaży w 1969 roku używany tam jako pływający uniwersytet.
  - W Wielkiej Brytanii rozpoczął się strajk 280 tys. górników.
- 1975:
  - 14 osób zginęło w katastrofie samolotu DHC-6 Twin Otter w Whittier w Kalifornii.
  - W Hartford w stanie Connecticut otwarto kompleks sportowo-rozrywkowy XL Center.
- 1976:
  - Dorota z Mątowów została beatyfikowana przez papieża Pawła VI.
  - Libańska wojna domowa: oddziały muzułmańskie rozpoczęły oblężenie chrześcijańskiego miasta Damur, zakończone 20 stycznia masakrą kilkuset mieszkańców.
  - Założono Uniwersytet w holenderskim Maastricht.
- 1979 – Bill Clinton został gubernatorem stanu Arkansas.
- 1980 – W Arabii Saudyjskiej ścięto publicznie 63 islamskich radykałów, którzy w listopadzie i grudniu 1979 roku brali udział w zajęciu Świętego Meczetu w Mekce.
- 1981 – Francisco Pinto Balsemão został premierem Portugalii.
- 1982 – W Thisted zanotowano rekordową dla Danii temperaturę –31,2 °C.
- 1984 – Po raz pierwszy od 10 lat zebrał się parlament Jordanii.
- 1986:
  - Na zdjęciach wykonanych przez sondę Voyager 2 została odkryta Kresyda, jeden z księżyców Urana.
  - Polaroid Corporation wygrała spór patentowy z Kodakiem, zmuszając go do wycofania się z rynku fotografii błyskawicznej.
- 1991:
  - 17 żołnierzy zginęło, a 3 zostało ciężko rannych w wyniku eksplozji amunicji podczas gaszenia pożaru czołgu T-72 w koszarach Armii Radzieckiej w mieście Krupka w północnych Czechach.
  - Radzieckie wojska zostały wyprowadzone na ulice Wilna.
  - W Genewie doszło do „spotkania ostatniej szansy” sekretarza stanu USA Jamesa Bakera i ministra spraw zagranicznych Iraku Tarika Aziza, po którym Baker stwierdził, że nic nie zapowiada podporządkowania się Iraku rezolucjom ONZ dotyczącym opuszczenia Kuwejtu.
- 1992:
  - Bośniaccy Serbowie ogłosili powstanie niepodległej Republiki Serbskiej.
  - Czasopismo Nature poinformowało o odkryciu trzech pierwszych planet pozasłonecznych przez polskiego astronoma Aleksandra Wolszczana.
- 1996:
  - Czeczeńscy bojownicy dokonali ataku na Kizlar w Dagestanie.
  - Prezydent RP Aleksander Kwaśniewski udał się w pierwszą oficjalną podróż zagraniczną do Niemiec i Francji.
- 1997:
  - 29 osób zginęło w katastrofie należącego do linii Comair samolotu Embraer 120 Brasilia pod Detroit w amerykańskim stanie Michigan.
  - W Jerozolimie odbyło się prawykonanie kompozycji Krzysztofa Pendereckiego Siedem bram Jerozolimy, skomponowanej z okazji 3-tysięcznej rocznicy założenia miasta.
- 2001 – Wystrzelono chiński bezzałogowy statek kosmiczny Shenzhou 2.
- 2005:
  - Pierwsze wybory prezydenckie w Autonomii Palestyńskiej wygrał Mahmud Abbas.
  - W Nairobi podpisano traktat pokojowy kończący wojnę domową w Sudanie i przyznający autonomię Sudanowi Południowemu.
- 2007:
  - W Czechach utworzono drugi rząd Mirka Topolánka.
  - W San Francisco zaprezentowano iPhone’a.
- 2008 – Hashim Thaçi został premierem Kosowa.
- 2009 – Somalijscy piraci po wpłaceniu 3 mln dolarów okupu zwolnili tankowiec „Sirius Star”.
- 2011:
  - 77 osób zginęło w katastrofie lotu Iran Air 277 nieopodal miasta Urmia w prowincji Azerbejdżan Zachodni w Iranie.
  - Rozpoczęło się referendum niepodległościowe w Sudanie Południowym.
- 2012 – Po śmierci prezydenta Gwinei Bissau Malama Bacaia Sanhy p.o. prezydenta został przewodniczący Narodowego Zgromadzenia Ludowego Raimundo Pereira.
- 2015:
  - Maithripala Sirisena został prezydentem, a Ranil Wickremesinghe po raz trzeci premierem Sri Lanki.
  - Modibo Keïta został po raz drugi premierem Mali.
  - Ogłoszono upadłość linii lotniczych Cyprus Airways.
  - W miejscowości Dammartin-en-Goële antyterroryści zastrzelili w czasie szturmu braci Chérifa i Saïda Kouachi, sprawców masakry w redakcji Charlie Hebdo z 7 stycznia, którzy ukryli się w drukarni i pojmali jednego zakładnika. Jednocześnie w czasie szturmu policji na koszerny supermarket Hyper Cacher w Paryżu zginął (domagający się uwolnienia oblężonych braci) napastnik pochodzenia malijskiego Amedy Coulibaly razem z czterema zakładnikami.
- 2021 – 62 osoby zginęły w katastrofie Boeinga 737-500 indonezyjskich linii Sriwijaya Air na Morzu Jawajskim.
- 2023 – Alain Claude Bilie By Nze został premierem Gabonu.

## Urodzili się
- 1493 – Jan Hohenzollern, wicekról Wenecji (zm. 1525)
- 1554 – Grzegorz XV, papież (zm. 1623)
- 1571 – Karol Bonawentura de Longueval, francuski hrabia, wojskowy w służbie niemieckiej (zm. 1621)
- 1590 – Simon Vouet, francuski malarz (zm. 1649)
- 1624 – Meishō, cesarzowa Japonii (zm. 1696)
- 1657 – Johann Friedrich von Alvensleben, pruski dyplomata (zm. 1728)
- 1658 – Nicolas Coustou, francuski rzeźbiarz (zm. 1733)
- 1671 – Jean-Baptiste van Mour, francuski malarz pochodzenia flamandzkiego (zm. 1737)
- 1696 – Ludovico Calini, włoski duchowny katolicki, biskup Cremy, kardynał (zm. 1782)
- 1724:
  - Karol Fryderyk, książę Hohenzollern-Sigmaringen (zm. 1785)
  - Wilhelm, niemiecki arystokrata, hrabia Schaumburg-Lippe, dowódca wojskowy, teoretyk wojskowości (zm. 1777)
- 1728 – Thomas Warton, brytyjski poeta (zm. 1790)
- 1735 – John Jervis, brytyjski arystokrata, admirał, polityk (zm. 1823)
- 1743 – Sebastian Alojzy Sierakowski, polski jezuita, architekt (zm. 1824)
- 1745 – Caleb Strong, amerykański prawnik, polityk, senator (zm. 1819)
- 1754 – Piotr Dubrowski, rosyjski bibliofil, dyplomata, paleograf amator (zm. 1816)
- 1770 – Antoni Leitgeber, polski kowal, działacz społeczny pochodzenia niemieckiego (zm. 1844)
- 1776 – Ludwig Rhesa, niemiecki duchowny ewangelicki, poeta, filolog (zm. 1840)
- 1797 – Ferdinand von Wrangel, rosyjski admirał, podróżnik, odkrywca pochodzenia niemiecko-bałtyckiego (zm. 1870)
- 1801 – Józef Kowalewski, polski filolog, orientalista, wykładowca akademicki, zesłaniec (zm. 1878)
- 1802 – Catharine Parr Traill, brytyjsko-kanadyjska pisarka, autorka literatury dziecięcej (zm. 1899)
- 1803 – Christopher Memminger, amerykański prawnik, polityk pochodzenia niemieckiego (zm. 1888)
- 1805 – Daniel F. Tiemann, amerykański polityk (zm. 1899)
- 1806 – Tomasz Kiciński, polski ziemianin, oficer, uczestnik powstania listopadowego, zesłaniec (zm. 1882)
- 1807:
  - Mathias von Schönerer, austriacki inżynier kolejnictwa (zm. 1881)
  - Ludwik Spitznagel, polski poeta, orientalista, tłumacz (zm. 1827)
- 1810 – Anna Bishop, brytyjska śpiewaczka operowa (sopran) (zm. 1884)
- 1811 – Jan Kloka, polski duchowny katolicki, działacz społeczny (zm. 1880)
- 1817 – Marceli Feliks Drohojowski, polski ziemianin, polityk (zm. 1909)
- 1818 – Tomasz Reggio, włoski duchowny katolicki, arcybiskup Genui, błogosławiony (zm. 1901)
- 1819 – William Powell Frith(inne języki), brytyjski malarz (zm. 1909)
- 1820 – Pavel Křížkovský, czeski duchowny katolicki, kompozytor, dyrygent (zm. 1885)
- 1823 – Friedrich von Esmarch, niemiecki lekarz, chirurg, wykładowca akademicki (zm. 1908)
- 1828 – Edward Wiktor Leo, polski prawnik, dziennikarz pochodzenia żydowskiego (zm. 1901)
- 1830:
  - Arthur Nikutowski, niemiecki malarz (zm. 1888)
  - Ferdinand Rochel, niemiecki filolog klasyczny, pedagog (zm. 1893)
- 1831 – Agaton Giller, polski dziennikarz, pisarz, polityk, uczestnik powstania styczniowego, członek Komitetu Centralnego Narodowego i Rządu Narodowego (zm. 1887)
- 1832 – Félix-Gabriel Marchand, kanadyjski publicysta, polityk, premier Quebecu (zm. 1900)
- 1833 – Jules Demersseman, francuski flecista, kompozytor (zm. 1866)
- 1834 – Roger Vaughan, brytyjski duchowny katolicki, arcybiskup metropolita Sydney (zm. 1883)
- 1835 – Yatarō Iwasaki, japoński finansista, przedsiębiorca (zm. 1885)
- 1839:
  - Juliusz Gensz, polski lekarz (zm. 1898)
  - John Knowles Paine, amerykański kompozytor, organista, pedagog (zm. 1906)
  - Marian Sokołowski, polski ziemianin, historyk, muzeolog, konserwator zabytków, wykładowca akademicki, porucznik, uczestnik powstania styczniowego (zm. 1911)
- 1841 – Wincenty Wacław Richling-Bartoszewski, polski organista, kompozytor, pedagog pochodzenia czeskiego (zm. 1896)
- 1843 – Teresa od Jezusa Jornet e Ibars, hiszpańska zakonnica, założycielka Zgromadzenia Małych Sióstr Opuszczonych Starców, święta (zm. 1897)
- 1844 – Charles Stanhope, brytyjski arystokrata, gracz w polo, działacz sportowy (zm. 1917)
- 1845 – Raffaele Filippo Presutti włoski duchowny katolicki, kapucyn, misjonarz, wikariusz apostolski Arabii (zm. 1914)
- 1847 – Antonio Vico, włoski kardynał, nuncjusz apostolski (zm. 1929)
- 1849 – John Hartley, brytyjski tenisista (zm. 1935)
- 1851 – Maria Theresia May, austriacka dziennikarka, pisarka (zm. 1927)
- 1854 – Jeanette Jerome, Amerykanka, matka Winstona Churchilla (zm. 1921)
- 1855 – Jerzy Grycz, polski rolnik, młynarz, działacz społeczny na Śląsku Cieszyńskim (zm. 1910)
- 1856:
  - Anton Aškerc, słoweński duchowny katolicki, pisarz, tłumacz, publicysta (zm. 1912)
  - Lizette Woodworth Reese, amerykańska poetka (zm. 1935)
  - Stevan Stojanović Mokranjac, serbski kompozytor, dyrygent, wiolonczelista, pedagog (zm. 1914)
- 1857:
  - Elizabeth Knight Britton, amerykańska botanik-briolog (zm. 1934)
  - Edmund Oscar von Lippmann, niemiecki chemik, historyk nauki, wykładowca akademicki pochodzenia żydowskiego (zm. 1940)
- 1859 – Carrie Catt, amerykańska sufrażystka (zm. 1947)
- 1861 – Stepan Fedak, ukraiński adwokat, filantrop, polityk (zm. 1937)
- 1862 – Nicolas Maurice Arthus, francuski fizjolog, immunolog, wykładowca akademicki (zm. 1945)
- 1864:
  - Władimir Stiekłow, rosyjski matematyk, wykładowca akademicki (zm. 1926)
  - Isaburō Yamada, japoński przedsiębiorca, wynalazca (zm. 1913)
- 1868 – Søren Peder Lauritz Sørensen, duński biochemik, fizyk, chemik, wykładowca akademicki (zm. 1939)
- 1869:
  - Richard Abegg, niemiecki fizyk, chemik, wykładowca akademicki (zm. 1910)
  - Władysław Heinrich, polski filozof, psycholog, wykładowca akademicki (zm. 1957)
- 1872:
  - Ivar Lykke, norweski polityk, premier Norwegii (zm. 1949)
  - Maria Klara Nanetti, włoska misjonarka, męczennica, święta (zm. 1900)
- 1873 – John Flanagan, amerykański lekkoatleta, młociarz (zm. 1938)
- 1875 – Stepan Tomasziwski, ukraiński historyk, publicysta, polityk (zm. 1930)
- 1876:
  - Arthur Darby, brytyjski rugbysta (zm. 1960)
  - Robert Michels, niemiecki socjolog, wykładowca akademicki (zm. 1936)
  - Adolf Nowaczyński, polski pisarz, satyryk (zm. 1944)
- 1878:
  - Janusz Chmielowski, polski inżynier budowy maszyn, matematyk, taternik, alpinista (zm. 1968)
  - John Watson, amerykański psycholog, wykładowca akademicki (zm. 1958)
- 1881:
  - Lascelles Abercrombie, brytyjski poeta, dramaturg, krytyk literacki (zm. 1938)
  - Antoni Banaszak, polski prawnik, polityk, senator RP (zm. 1932)
  - Josef Ospelt, liechtensteiński historyk, bankier, przedsiębiorca, polityk, premier Liechtensteinu (zm. 1962)
  - Giovanni Papini, włoski dziennikarz, poeta, eseista, nowelista, krytyk literacki (zm. 1956)
- 1882 – Romuald Miller, polski architekt, polityk (zm. 1945)
- 1883:
  - William Garbutt, angielski piłkarz, trener (zm. 1964)
  - Józef Kaniak, polski malarz (zm. 1962)
  - Władimir Kislicyn, rosyjski generał major, emigracyjny działacz polityczny i kombatancki (zm. 1944)
- 1884 – Kazimierz Simm, polski zoolog, entomolog i spongiolog, wykładowca akademicki (zm. 1955)
- 1885:
  - Ferdynand Andrusiewicz, polski podpułkownik piechoty (zm. 1936)
  - Charles Bacon, amerykański lekkoatleta, płotkarz (zm. 1968)
  - Władimir Bill-Biełocerkowski, rosyjski dramaturg, prozaik (zm. 1970)
  - Otto Falkenberg, norweski żeglarz sportowy (zm. 1977)
  - Tadeusz Nalepiński, polski poeta, nowelista, dramaturg, krytyk literacki (zm. 1918)
  - Edward Quinan, brytyjski generał (zm. 1960)
- 1886:
  - Arthur Kronfeld, niemiecki psychiatra, psycholog, psychoterapeuta, seksuolog, filozof nauki, wykładowca akademicki (zm. 1941)
  - Józef Seruga, polski podpułkownik łączności, historyk, archiwista, bibliotekarz (zm. 1940)
- 1887:
  - Sammy Davis, brytyjski kierowca wyścigowy, dziennikarz (zm. 1981)
  - Janina Ordężanka, polska aktorka (zm. 1981)
- 1888:
  - Arthur Edwin Hill, brytyjski piłkarz wodny (zm. 1966)
  - Witold Komierowski, polski pułkownik piechoty, żołnierz ZWZ-AK i NSZ (zm. 1954)
  - Czesław Porankiewicz, polski działacz ruchu robotniczego (zm. 1956)
- 1890:
  - Karel Čapek, czeski pisarz, filozof, tłumacz (zm. 1938)
  - Kurt Tucholsky, niemiecki pisarz, dziennikarz pochodzenia żydowskiego (zm. 1935)
  - Antoni Zaleski, polski nauczyciel, działacz niepodległościowy, podoficer Legionów Polskich (zm. 1915)
- 1891:
  - Stanisław Kauzik, polski prawnik, polityk (zm. 1959)
  - Józef Korczak, polski żołnierz, poeta (zm. 1920)
- 1892 – Eva Kelly Bowring, amerykańska polityk, senator (zm. 1985)
- 1894:
  - Karol Lampert, austriacki duchowny katolicki, męczennik, błogosławiony (zm. 1944)
  - Henryk Stażewski, polski malarz (zm. 1988)
- 1895 – Kazimierz Kozan, polski komandor porucznik, działacz niepodległościowy (zm. 1971)
- 1896 – Eleanor Graham, brytyjska autorka książek dla dzieci (zm. 1984)
- 1897 – Jerzy Ostrowski, polski pisarz (zm. 1942)
- 1898 – Gracie Fields, brytyjska piosenkarka, aktorka (zm. 1979)
- 1899 – Harald Tammer, estoński sztangista, polityk (zm. 1942)
- 1900:
  - Annibale Ciarniello(inne języki), włoski żołnierz, weteran I wojny światowej (zm. 2007)
  - Wasilij Grabin, rosyjski konstruktor broni artyleryjskiej (zm. 1980)
- 1901:
  - Vilma Bánky, amerykańska aktorka pochodzenia węgierskiego (zm. 1991)
  - Ishman Bracey, amerykański gitarzysta i wokalista bluesowy (zm. 1970)
  - Maria Chmurkowska, polska aktorka (zm. 1979)
  - Stanisław Dubois, polski publicysta, polityk, poseł na Sejm RP (zm. 1942)
  - Beat Rhyner, szwajcarski strzelec sportowy (zm. 1975)
  - Irma Schmidegg, austriacka narciarka alpejska (zm. 1991)
  - Mieczysław Zimowski, polski piłkarz (zm. 1976)
- 1902:
  - Josemaría Escrivá de Balaguer, hiszpański duchowny katolicki, założyciel Opus Dei, święty (zm. 1975)
  - Józef Jachimek, polski pedagog, pisarz (zm. 1982)
- 1903:
  - Gioacchino Colombo, włoski inżynier i projektant silników Formuły 1 (zm. 1987)
  - Simon Czikowani, gruziński poeta (zm. 1966)
  - Jean-Marie Querville, francuski admirał, dowódca okrętów podwodnych (zm. 1967)
  - Melitta Schenk von Stauffenberg, niemiecka kapitan lotnictwa wojskowego, konstruktorka samolotów (zm. 1945)
- 1904 – Kazimierz Szarski, polski zoolog, wykładowca akademicki (zm. 1960)
- 1905 – Wincenty Kwiatkowski, polski porucznik (zm. 1940)
- 1906 – Karl Bruckner, austriacki autor literatury dziecięcej i młodzieżowej (zm. 1982)
- 1907:
  - John Geddes, nowozelandzki rugbysta (zm. 1990)
  - Feliks Konarski, polski prozaik, poeta, pieśniarz, autor tekstów piosenek, aktor kabaretowy (zm. 1991)
- 1908:
  - Simone de Beauvoir, francuska pisarka (zm. 1986)
  - A.I. Bezzerides, amerykański pisarz, scenarzysta filmowy (zm. 2007)
  - Henri Paternóster, belgijski florecista (zm. 2007)
- 1909:
  - Danielle Casanova, francuska działaczka komunistyczna (zm. 1943)
  - Anthony Mamo, maltański polityk, prezydent Malty (zm. 2008)
  - Bogdan Szymkowski, polski aktor (zm. 1984)
- 1910:
  - Thomas Evenson, brytyjski lekkoatleta, długodystansowiec (zm. 1997)
  - Wilhelm Pluta, polski duchowny katolicki, biskup gorzowski, Sługa Boży (zm. 1986)
  - Zhang Aiping, chiński generał, polityk (zm. 2003)
- 1911:
  - Gunnar Bärlund, fiński bokser (zm. 1982)
  - Dick Haynes, amerykański aktor (zm. 1980)
  - Euzebiusz Luberadzki, polski aktor (zm. 1977)
- 1912 – Adam Rutkowski, polski historyk pochodzenia żydowskiego (zm. 1987)
- 1913:
  - Antoni Juroszek, polski poeta ludowy (zm. 1989)
  - Leon Łabędzki, polski aktor (zm. 2001)
  - Richard Nixon, amerykański polityk, wiceprezydent i prezydent USA (zm. 1994)
- 1914:
  - Derek Allhusen, brytyjski jeździec sportowy (zm. 2000)
  - Kenny Clarke, amerykański perkusista jazzowy (zm. 1985)
  - Adolf Urban, niemiecki piłkarz (zm. 1943)
- 1915:
  - Fernando Lamas, argentyńsko-amerykański aktor, reżyser i scenarzysta filmowy (zm. 1982)
  - Anita Louise, amerykańska aktorka (zm. 1970)
  - Mollie Orshansky, amerykańska ekonomistka i statystyczka (zm. 2006)
- 1917:
  - Otto Glória, brazylijski trener piłkarski (zm. 1986)
  - Norman Lloyd Johnson, amerykański statystyk (zm. 2004)
  - Abd Allah as-Sallal, jemeński wojskowy, polityk, premier i prezydent Jemenu Północnego (zm. 1994)
- 1918 – Stanisław Leopold, polski harcmistrz, żołnierz AK, uczestnik powstania warszawskiego (zm. 1944)
- 1919 – Kazimierz Lewko, polski podporucznik, żołnierz AK, cichociemny (zm. 1943)
- 1920:
  - João Cabral de Melo Neto(inne języki), brazylijski poeta (zm. 1999)
  - Clive Dunn, brytyjski aktor (zm. 2012)
  - Mieczysław Pawlikowski, polski pilot wojskowy, aktor, reżyser (zm. 1978)
  - Stefan Żywotko, polski piłkarz, trener (zm. 2022)
- 1921:
  - Robin Coombs, brytyjski immunolog (zm. 2006)
  - Ágnes Keleti, węgierska gimnastyczka sportowa (zm. 2025)
  - George Hamilton Pearce, amerykański duchowny katolicki, arcybiskup metropolita Suvy na Fidżi (zm. 2015)
  - Łarisa Ratuszna, radziecka sanitariuszka, łączniczka partyzancka (zm. 1944)
- 1922:
  - Mieczysław Grudzień, polski generał dywizji, kontradmirał, polityk, minister ds. kombatantów (zm. 2010)
  - Har Gobind Khorana, amerykański biochemik, laureat Nagrody Nobla pochodzenia pendżabskiego (zm. 2011)
  - Ahmed Sekou Touré, gwinejski polityk, prezydent Gwinei (zm. 1984)
- 1923:
  - Halina Racięcka(inne języki), polska aktorka (zm. 1972)
  - Wiktor Żylin, ukraiński piłkarz, trener (zm. 2009)
- 1924:
  - Aleksiej Adżubej, radziecki dziennikarz, polityk (zm. 1993)
  - René Fernández Apaza, boliwijski duchowny katolicki, arcybiskup Sucre i Cochabamby (zm. 2013)
  - Siergiej Paradżanow, ormiański reżyser filmowy (zm. 1990)
- 1925:
  - Ofelia Hambardzumian, ormiańska wokalistka (zm. 2016)
  - Lee Van Cleef, amerykański aktor (zm. 1989)
  - Jerzy Wittlin, polski pisarz, satyryk (zm. 1989)
- 1926:
  - James M. Beggs, amerykański urzędnik, administrator NASA (zm. 2020)
  - Marian Golimowski, polski koszykarz
  - Józef Nalberczak, polski aktor (zm. 1992)
  - Jerzy Zientara, polski ekonomista, polityk
- 1927:
  - Adolfo Antonio Suárez Rivera, meksykański duchowny katolicki, arcybiskup Monterrey, kardynał (zm. 2008)
  - Rodolfo Walsh, argentyński pisarz, dziennikarz (zm. 1977)
  - František Ždiarsky, słowacki taternik, alpinista, przewodnik tatrzański, ratownik górski
- 1928:
  - Judith Krantz, amerykańska pisarka (zm. 2019)
  - Domenico Modugno, włoski piosenkarz, kompozytor, aktor (zm. 1994)
  - Kurt Vittinghoff, niemiecki związkowiec, polityk (zm. 2011)
- 1929:
  - Håkon Bleken, norweski malarz (zm. 2025)
  - Ulu Grosbard(inne języki), belgijski reżyser filmowy (zm. 2012)
  - Keith Hall, brytyjski kierowca wyścigowy (zm. 2017)
  - Kazuo Kashio, japoński przedsiębiorca (zm. 2018)
  - Heiner Müller, niemiecki pisarz (zm. 1995)
  - Bolesław Przeniosło-Werowski, polski aktor (zm. 2008)
- 1930:
  - Andrzej Chiczewski(inne języki), polski dziennikarz, reżyser filmów dokumentalnych (zm. 1997)
  - Szymon Janiczko, polski hokeista
  - Pawieł Kołczin, rosyjski biegacz narciarski (zm. 2010)
  - Zdzisław Kostrzewa, polski architekt (zm. 2017)
  - Igor Nietto, rosyjski piłkarz (zm. 1999)
  - Wojciech Piętowski, polski kompozytor, pianista.(zm. 2000)
- 1931:
  - Ángel Berni, paragwajski piłkarz (zm. 2017)
  - Algis Budrys, amerykański pisarz pochodzenia litewskiego (zm. 2008)
  - Henryk Kluba, polski reżyser filmowy, aktor, pedagog (zm. 2005)
- 1932:
  - Andrzej Jucewicz, polski dziennikarz i działacz sportowy (zm. 2022)
  - Józef Sajdak, polski aktor
  - Zygmunt Wiaderny, polski aktor (zm. 1999)
- 1933:
  - Wilbur Smith, południowoafrykański pisarz (zm. 2021)
  - Jan Tyszler, polski operator filmowy
- 1934 – Barbara Połomska, polska aktorka (zm. 2021)
- 1935:
  - Bob Denver, amerykański aktor (zm. 2005)
  - Dick Enberg, amerykański dziennikarz, komentator sportowy (zm. 2017)
- 1936:
  - Georg Bamberg, niemiecki polityk
  - Marian Lewandowski, polski duchowny katolicki, muzealnik, historyk sztuki (zm. 2019)
  - Ion Nunweiller, rumuński piłkarz, trener (zm. 2015)
- 1937 – Enrique Lizalde, meksykański aktor (zm. 2013)
- 1938:
  - Andrzej Jendrej, polski żużlowiec (zm. 2016)
  - Ryszard Kuziemski, polski reżyser filmów animowanych (zm. 2013)
  - Nobuhiko Obayashi, japoński reżyser, scenarzysta i montażysta filmowy i telewizyjny (zm. 2020)
  - Josyp Witebski, ukraiński szpadzista (zm. 2024)
- 1939:
  - Kiko Argüello, hiszpański malarz
  - Jimmy Boyd, amerykański piosenkarz, aktor (zm. 2009)
  - Adam Raczkowski(inne języki), polski aktor (zm. 1988)
  - Susannah York, brytyjska aktorka (zm. 2011)
- 1940:
  - Barbara Buczek, polska kompozytorka, pianistka, pedagog (zm. 1993)
  - Ruth Dreifuss, szwajcarska polityk, prezydent Szwajcarii
  - Sławomir Tabkowski, polski dziennikarz, wydawca, socjolog, wykładowca akademicki
- 1941:
  - Joan Baez, amerykańska piosenkarka, kompozytorka, autorka tekstów
  - Jerzy Derfel, polski kompozytor, pianista
  - Josef Jelínek, czeski piłkarz (zm. 2024)
  - Ewa Nowak, polska antropolog, wykładowczyni akademicka
  - Elena Ornella Paciotti, włoska prawnik, sędzia, polityk, eurodeputowana
- 1942:
  - Cyryl (Dragunis), grecki duchowny prawosławny, biskup metropolita Imbros i Tenedos (zm. 2025)
  - Arthur Kennedy, amerykański duchowny katolicki, biskup pomocniczy Bostonu
  - Lee Kun-hee, południowokoreański przedsiębiorca (zm. 2020)
  - Hans Lindqvist, szwedzki polityk
  - Jadwiga Podmostko, polska dziennikarka (zm. 2022)
- 1943:
  - Bengt Jansson, szwedzki żużlowiec
  - Krzysztof Mrozowski, polski poeta (zm. 2017)
  - Stanisław Nyczaj, polski poeta, satyryk, krytyk literacki (zm. 2022)
  - Scott Walker, amerykański piosenkarz, gitarzysta, członek zespołu The Walker Brothers (zm. 2019)
- 1944:
  - Mieczysław Gil, polski związkowiec, polityk, poseł na Sejm i senator RP (zm. 2022)
  - Ladislav Janiga, słowacki taternik, alpinista, narciarz wysokogórski, ratownik i przewodnik tatrzański
  - Jimmy Page, brytyjski gitarzysta, członek zespołu Led Zeppelin
  - Andrzej Pepłoński, polski historyk, wykładowca akademicki, podpułkownik MO, inspektor Policji (zm. 2021)
  - Henry Sobel, brazylijski rabin (zm. 2019)
- 1945:
  - John Doman, amerykański aktor
  - Danny Fiszman, brytyjski przedsiębiorca, działacz piłkarski (zm. 2011)
  - Javier Guzmán, meksykański piłkarz (zm. 2014)
  - Małgorzata Musierowicz, polska pisarka
  - Lewon Ter-Petrosjan, ormiański polityk, prezydent Armenii
- 1946:
  - Wojciech Deneka, polski aktor (zm. 2013)
  - Tadeusz Janczenko, polski lekkoatleta, wieloboista
  - Mogens Lykketoft, duński polityk
- 1947:
  - Jurij Bałujewski, rosyjski generał, polityk
  - Jan Erlich, polski piłkarz (zm. 1998)
  - Stefka Jordanowa, bułgarska lekkoatletka, sprinterka (zm. 2011)
- 1948:
  - Susana Dosamantes, meksykańska aktorka (zm. 2022)
  - Cassie Gaines, amerykańska wokalistka, członkini zespołu The Honkettes (zm. 1977)
  - Ian Randall, brytyjski historyk protestantyzmu, wykładowca akademicki
  - Jan Tomaszewski, polski piłkarz, bramkarz, polityk, poseł na Sejm RP
  - Grzegorz Wiśniewski, polski historyk kultury, eseista, tłumacz
- 1949:
  - Michel Kuhn, szwajcarski kolarz szosowy (zm. 1993)
  - Anna Wesołowska-Firlej, polska pianistka, pedagog
- 1950:
  - Carlos Aguiar Retes, meksykański duchowny katolicki, arcybiskup Tlalnepantla de Baz, kardynał
  - Alec Jeffreys, brytyjski genetyk, wykładowca akademicki
  - Henryk Malesa, polski artysta fotograf
  - Władimir Siemieniec, rosyjski kolarz torowy
- 1951:
  - Michel Barnier, francuski polityk
  - M.L. Carr, amerykański koszykarz
  - Franciszek Franczak, polski nauczyciel, rolnik, polityk, poseł na Sejm RP
  - Crystal Gayle(inne języki), amerykańska piosenkarka
  - Konstanty Miodowicz, polski polityk, szef Kontrwywiadu Wojskowego, poseł na Sejm RP (zm. 2013)
  - Toke Talagi, niueński polityk, minister edukacji i finansów, wicepremier, premier Niue (zm. 2020)
- 1952:
  - Marek Belka, polski ekonomista, minister finansów, wicepremier i premier RP, prezes NBP
  - Eveline Herfkens, holenderska, polityk, dyplomatka
  - Mathew Knowles, amerykański menedżer i producent muzyczny
- 1953:
  - David Hewson, brytyjski pisarz
  - Juan Antonio Martínez Camino, hiszpański duchowny katolicki, biskup pomocniczy Madrytu
  - Karl Schrott, austriacki saneczkarz
- 1954:
  - Mirza Delibašić, bośniacki koszykarz (zm. 2001)
  - Tadeusz Drab, polski samorządowiec, wicemarszałek województwa dolnośląskiego (zm. 2012)
  - Philippa Gregory, brytyjska pisarka
- 1955:
  - Daniel Bartolotta, urugwajski piłkarz, trener
  - Michael Markussen, duński kolarz szosowy i torowy
  - J.K. Simmons, amerykański aktor
- 1956:
  - Kimberly Beck, amerykańska aktorka
  - Paweł (Fokin), rosyjski biskup prawosławny
  - Alina Kisiel, polska siatkarka
  - Lucyna Langer-Kałek, polska lekkoatletka, płotkarka
  - Waltraud Meier, niemiecka śpiewaczka operowa (mezzosopran)
  - Imelda Staunton, brytyjska aktorka
- 1957:
  - Anna Achszarumowa, amerykańska szachistka pochodzenia rosyjskiego
  - Kari Hotakainen, fiński poeta, prozaik
  - Finn Rune Jensen, duński żużlowiec, trener
  - Manuel Sarabia, hiszpański piłkarz, trener narodowości baskijskiej
- 1958:
  - Mehmet Ali Ağca, turecki terrorysta, zamachowiec
  - Barbara Bąska, polska siatkarka
  - Krzysztof Franieczek(inne języki), polski aktor
  - Hugo Gastulo, peruwiański piłkarz
  - Konstanty Radziwiłł, polski lekarz, polityk, prezes Naczelnej Rady Lekarskiej, minister zdrowia, senator RP, wojewoda mazowiecki
  - Antonio Sabato, włoski piłkarz
- 1959:
  - Maria Bąk, polska lekkoatletka, biegaczka średniodystansowa
  - Ridvan Dibra, albański prozaik, poeta, dziennikarz
  - Tommy Holmgren, szwedzki piłkarz
  - Krzysztof Leski, polski dziennikarz (zm. 2020)
  - Rigoberta Menchú Tum, gwatemalska obrończyni praw człowieka, laureatka Pokojowej Nagrody Nobla
  - Jana Nagyová, słowacka aktorka
- 1960:
  - Pascal Fabre, francuski kierowca wyścigowy
  - Krzysztof Michalski, polski polityk, wojewoda lubelski
  - David Russell, amerykański koszykarz
  - Michael Sis, amerykański duchowny katolicki, biskup San Angelo
- 1961:
  - Jandir Bugs, brazylijski piłkarz
  - Sandra Myers, amerykańsko-hiszpańska lekkoatletka, sprinterka
  - Yannick Stopyra, francuski piłkarz pochodzenia polskiego
  - Piotr Świeboda, polski kierowca rajdowy
  - Jiří Vykoukal, czeski historyk, wykładowca akademicki
  - Karl Zeller, włoski polityk pochodzenia tyrolskiego
- 1962:
  - Cecilia Gabriela, meksykańska aktorka
  - Ray Houghton, irlandzki piłkarz
  - Dirk Karkuth, niemiecki piłkarz, trener (zm. 2003)
  - Gabriel Sayaogo, burkiński duchowny katolicki, arcybiskup Koupéla
  - Serhij Zołotnycki, ukraiński piłkarz, bramkarz, trener
- 1963:
  - Larry Cain, kanadyjski kajakarz, kanadyjkarz
  - Joseph Culp, amerykański aktor, reżyser
  - Jiří Parma, czeski skoczek narciarski
  - Martin Rueda, szwajcarski piłkarz, trener pochodzenia hiszpańskiego
  - Tony Spinner, amerykański gitarzysta, wokalista, członek zespołu Toto
  - Jarosław Szarek, polski historyk, publicysta
  - Jurij Szyszkin, rosyjski piłkarz, bramkarz, trener
- 1964:
  - Agnieszka Czopek, polska pływaczka
  - Hans van den Hende, holenderski duchowny katolicki, biskup Rotterdamu
  - Luca Lionello, włoski aktor
  - Antônio Tourinho Neto, brazylijski duchowny katolicki, biskup Cruz das Almas
- 1965:
  - Muggsy Bogues, amerykański koszykarz
  - Pedro Alberto Bustamante López, peruwiański duchowny katolicki, prałat terytorialny Sicuani
  - Iain Dowie, północnoirlandzki piłkarz, trener
  - Eric Erlandson(inne języki), amerykański gitarzysta, członek zespołu Hole
  - Marcin Grochowalski, polski perkusista, członek zespołu Azyl P.
  - Haddaway, niemiecki piosenkarz pochodzenia trynidadzko-tobagijskiego
  - Farah Khan, indyjska reżyserka filmowa, choreografka
  - Joely Richardson, brytyjska aktorka
- 1966:
  - Zbigniew Miązek, polski kajakarz górski, trener
  - Mirosław Piotrowski, polski historyk, polityk, eurodeputowany
  - Nacho Sotomayor, hiszpański muzyk, kompozytor, producent muzyczny
- 1967:
  - Matt Bevin, amerykański polityk, gubernator stanu Kentucky
  - Claudio Caniggia, argentyński piłkarz
  - Steven Harwell, amerykański wokalista, członek zespołu Smash Mouth (zm. 2023)
  - Dave Matthews, amerykański wokalista, członek zespołu Dave Matthews Band
  - Kazimierz Moskal, polski piłkarz, trener
  - Rick Rozz, amerykański gitarzysta, członek zespołów Massacre i Death
- 1968:
  - Joey Lauren Adams, amerykańska aktorka, reżyserka filmowa i telewizyjna
  - Leo Klein Gebbink, holenderski hokeista na trawie
  - Natalia Kruszyna, polska historyk sztuki, muzeolog
- 1969:
  - Jørn Dohrmann, duński polityk
  - Denis Hamlett, kostarykański piłkarz
  - Aida Kosojan-Przybysz, ormiańska piosenkarka
- 1970:
  - Lara Fabian, belgijsko-kanadyjska piosenkarka
  - Janusz Misterka, polski hokeista
  - Jan Quast, niemiecki bokser
  - Alex Staropoli, włoski muzyk, członek zespołu Rhapsody of Fire
  - Rubén Tufiño, boliwijski piłkarz
- 1971:
  - Anna Brzezińska, polska lekkoatletka, biegaczka średniodystansowa
  - Marc Houtzager, holenderski jeździec sportowy
  - Radion Kertanti, słowacki zapaśnik pochodzenia osetyjskiego
  - MF Doom, brytyjsko-amerykański raper, producent muzyczny pochodzenia trynidadzko-zimbabwejskiego (zm. 2020)
  - Christoph Sieber, austriacki żeglarz sportowy
  - Yolanda Soler, hiszpańska judoczka
  - Maciej Starosta, polski muzyk, kompozytor, wokalista, producent muzyczny, członek zespołów: Acid Drinkers, 2Tm2,3, Flapjack, Houk i Arka Noego
- 1972:
  - Yannis Baraban, francuski aktor, reżyser filmowy, telewizyjny i teatralny
  - Paweł Jąder, polski żużlowiec
  - Danny Sonner, północnoirlandzki piłkarz
  - Grażyna Syrek, polska lekkoatletka, biegaczka długodystansowa
- 1973:
  - Kostadin Angełow, bułgarski piłkarz, trener
  - Angela Bettis, amerykańska aktorka
  - Massimo Lombardo, szwajcarski piłkarz
  - Sean Paul, jamajski piosenkarz
  - Vladimír Procházka, słowacki siatkarz
  - Aleksandr Wjuchin, ukraiński hokeista, bramkarz pochodzenia rosyjskiego (zm. 2011)
- 1974:
  - Farhan Akhtar, indyjski reżyser, scenarzysta i producent filmowy
  - Wangay Dorji, bhutański piłkarz
  - Envee, polski didżej, muzyk, kompozytor, producent muzyczny
  - Sávio, brazylijski piłkarz
- 1975:
  - James Beckford, jamajski lekkoatleta, skoczek w dal
  - Mariano Friedick, amerykański kolarz torowy i szosowy
  - Adrianna Jaroszewicz, polska aktorka
  - Gunnhild Øyehaug, norweska pisarka
  - Karim Zaza, marokański piłkarz, bramkarz
- 1976:
  - Yoanka González, kubańska kolarka torowa
  - Magdalena Kludacz-Alessandri, polska szachistka
  - Anita Sajnóg, polska aktorka, piosenkarka
  - Andrea Stramaccioni, włoski piłkarz, trener
- 1977:
  - Adam Asanov, polski wokalista, kompozytor, autor tekstów, członek zespołów Haratacze i Piersi pochodzenia bułgarskiego
  - Grzegorz Mordzak, polski koszykarz
  - Scoonie Penn, amerykański koszykarz, trener
  - Stefan Selakovic, szwedzki piłkarz pochodzenia serbskiego
  - Gerd Wimmer, austriacki piłkarz
- 1978:
  - Hamlet Barrientos, wenezuelski piłkarz, bramkarz
  - Gennaro Gattuso włoski piłkarz, trener
  - AJ McLean, amerykański wokalista, członek zespołu Backstreet Boys
  - Simone Niggli-Luder, szwajcarska biegaczka na orientację
  - Balázs Rabóczki, węgierski piłkarz, bramkarz
  - Maggie Rizer, amerykańska modelka
  - Igor Zorčič, słoweński prawnik, polityk, przewodniczący Zgromadzenia Państwowego
- 1979:
  - Daniele Conti, włoski piłkarz
  - Verena Jooß, niemiecka kolarka torowa
  - Markus Larsson, szwedzki narciarz alpejski
  - Anna Odrowąż-Coates, polska badaczka w zakresie nauk społecznych, profesor
  - Atanasios Pritas, grecki piłkarz
  - Tacciana Puczak, białoruska tenisistka
  - Tomiko Van, japońska piosenkarka
  - Peter Žonta, słoweński skoczek narciarski
- 1980:
  - Arta Bajrami, albańska piosenkarka
  - Thomas Burgstaller, austriacki piłkarz
  - Francisco Pavón, hiszpański piłkarz
  - Michał Szułdrzyński, polski politolog, dziennikarz, publicysta
  - Maciej Tataj, polski piłkarz
  - Uroš Zorman, słoweński piłkarz ręczny, trener
- 1981:
  - Larry Clavier, gwdelupski piłkarz
  - Paweł Jakubowski, polski hokeista, trener
  - Caroline Lufkin, japońska piosenkarka pochodzenia amerykańskiego
  - Emanuele Sella, włoski kolarz szosowy
  - Euzebiusz Smolarek, polski piłkarz
  - Ionela Stanca, rumuńska piłkarka ręczna
  - Ksawery Szlenkier, polski aktor
  - Erik Vendt, amerykański pływak
  - Siergiej Witkowski, rosyjski zapaśnik
- 1982:
  - John Beaton, szkocki sędzia piłkarski
  - Isaac Delahaye, belgijski gitarzysta, członek zespołów: Down Till Dawn, God Dethroned, Epica i MaYaN
  - Kalina Hlimi-Pawlukiewicz, polska aktorka, scenarzystka, piosenkarka, kompozytorka, autorka tekstów
  - Katarzyna, księżna Walii
  - Weronika Korthals, polska piosenkarka, kompozytorka, dyrygentka
  - Henriette Richter-Röhl, niemiecka aktorka
  - Grétar Steinsson, islandzki piłkarz
- 1983:
  - Mohammad Nouri, irański piłkarz
  - Tomasz Wylenzek, niemiecki kajakarz pochodzenia polskiego
- 1984:
  - Jesse Broadwater, amerykański łucznik
  - Drew Brown, amerykański gitarzysta, keyboardzista, członek zespołów OneRepublic i Debate Team(inne języki)
  - Kalifa Cissé, malijski piłkarz
  - César Cortés, chilijski piłkarz
  - Anna Dąbek, polska koszykarka
  - Derlis Florentín, paragwajski piłkarz (zm. 2010)
  - James Godday, nigeryjski lekkoatleta, sprinter
  - Weronika Rosati, polska aktorka
  - Hussein Yasser, katarski piłkarz pochodzenia egipskiego
- 1985:
  - Bazar Bazargurujew, uzbecki i kirgiski zapaśnik
  - Bobô, brazylijski piłkarz
  - Santiago Gentiletti, argentyński piłkarz
  - Juanfran, hiszpański piłkarz
  - Wilfredo Martínez, kubański lekkoatleta, skoczek w dal
  - Matheo, polski raper, producent muzyczny
  - Cédric Si Mohamed, algierski piłkarz, bramkarz
  - Iwona Waligóra, polska siatkarka
  - Richard-Hyde Menke, nauruański polityk
- 1986:
  - Craig Davies, walijski piłkarz
  - Raphael Diaz, szwajcarski hokeista pochodzenia hiszpańskiego
  - Radosław Kotarski, polski dziennikarz
  - Jarmila Machačová, czeska kolarka torowa i szosowa
  - Agnieszka Renc, polska wioślarka
- 1987:
  - Ołena Biłosiuk, ukraińska biathlonistka
  - Lucas Leiva, brazylijski piłkarz
  - Paolo Nutini, szkocki piosenkarz pochodzenia włoskiego
  - Marta Wątor, polska szablistka
  - Dariusz Wieteska, polski aktor
- 1988:
  - Laura Basuki, indonezyjska aktorka i modelka
  - Marc Crosas, hiszpański piłkarz
  - Viktor Láznička, czeski szachista
  - Michael Lumb, duński piłkarz
  - Izabela Paszkiewicz, polska lekkoatletka, biegaczka długodystansowa
  - Hans Podlipnik-Castillo, chilijski tenisista pochodzenia polskiego
- 1989:
  - Kinga Achruk, polska piłkarka ręczna
  - Michael Beasley, amerykański koszykarz
  - Nina Dobrev, kanadyjska aktorka pochodzenia bułgarskiego
  - Aneta Kotnis, polska koszykarka
  - Michaëlla Krajicek, holenderska tenisistka
  - Jana Maksimawa, białoruska lekkoatletka, wieloboistka
  - Rachel Sánchez, kubańska siatkarka
- 1990:
  - Rolando Blackburn, panamski piłkarz
  - Adriana Maldonado López, hiszpańska polityk, eurodeputowana
  - Youcef Reguigui, algierski kolarz szosowy
  - Jorge Romo, chilijski piłkarz
  - Todor Skrimow, bułgarski siatkarz
  - Stefana Veljković, serbska siatkarka
  - Jakub Wojciechowski, polski koszykarz
- 1991:
  - Hatten Baratli, tunezyjski piłkarz
  - Luka Božič, słoweński kajakarz górski
  - Michal Ledl, czeski pływak
  - Marcos Mauro, argentyński piłkarz
  - Ruby Soho, amerykańska wrestlerka, menadżerka
  - Álvaro Soler, hiszpański piosenkarz, autor tekstów pochodzenia niemiecko-belgijskiego
- 1992:
  - Jack Campbell, amerykański hokeista, bramkarz
  - Terrence Jones, amerykański koszykarz
  - Aleksandar Kovačević, serbski piłkarz
  - Marlena Kowalewska, polska siatkarka
  - Cody Miller, amerykański pływak
  - Swan N’Gapeth, francuski siatkarz
  - Joseph Parker, nowozelandzki bokser
  - Walter Viitala, fiński piłkarz, bramkarz
  - Andreas Voglsammer, niemiecki piłkarz
- 1993:
  - Ashley Argota, amerykańska aktorka
  - Erick Cabalceta, salwadorski piłkarz pochodzenia kostarykańsko-włoskiego
  - Thomas Gantt, amerykański zapaśnik
  - Anthony van den Hurk, piłkarz z Curaçao
  - Katarina Johnson-Thompson, brytyjska lekkoatletka, wieloboistka
  - Aziz Kałkamanuły, kazachski judoka
  - Sumit Kumar, indyjski zapaśnik
  - Lei Chun, chińska zapaśniczka
  - Matthew Steenvoorden, holenderski piłkarz
  - Stepan Tarabałka, ukraiński pilot wojskowy (zm. 2022)
- 1994:
  - Paweł Cibicki, szwedzki piłkarz pochodzenia polskiego
  - Fredrik Engman, szwedzki żużlowiec
  - Radek Faksa, czeski hokeista
  - Hans Hateboer, holenderski piłkarz
  - Gaëtan Robail, francuski piłkarz
  - Maximilian Schachmann, niemiecki kolarz szosowy
- 1995:
  - Fidel Escobar, panamski piłkarz
  - Daniel Gąsior, polski siatkarz
  - Serhij Kułynycz, ukraiński piłkarz
  - Dominik Livaković, chorwacki piłkarz, bramkarz
  - Lucas Malcotti, szwajcarski szpadzista
  - Jorge Medina, ekwadorski zapaśnik
  - Nicola Peltz, amerykańska aktorka, modelka
  - Grischa Prömel, niemiecki piłkarz
- 1996:
  - Nurmagomied Gadżyjew, azerski zapaśnik
  - Oana Gregory, amerykańska aktorka pochodzenia rumuńskiego
  - Paweł Gryc, polski siatkarz
  - Milica Rakić, serbska dziewczynka, ofiara bombardowania NATO (zm. 1999)
  - Vítek Vaněček, czeski hokeista, bramkarz
- 1997:
  - Joao Benavides, peruwiański zapaśnik
  - Issa Diop, francuski piłkarz pochodzenia senegalskiego
  - Elwira Hierman, białoruska lekkoatletka, płotkarka
  - Chiara Hoenhorst, niemiecka siatkarka
  - Jacob Karlstrøm, norweski piłkarz
  - Adrián Marín, hiszpański piłkarz
  - Vanja Marinković, serbski koszykarz
  - Amanda Tenfjord, grecko-norweska piosenkarka
- 1998:
  - Rikuto Arai, japoński zapaśnik
  - Abdelmounaim Boutouil, marokański piłkarz
  - Anastasija Bryzhina, ukraińska lekkoatletka, sprinterka
  - Milena Bykowa, rosyjska snowboardzistka
  - Kerris Lilla Dorsey, amerykańska aktorka, piosenkarka
  - Chris Führich, niemiecki piłkarz
  - Yusuf Habib, bahrajński piłkarz, bramkarz
  - Artiom Manukian, rosyjski hokeista pochodzenia ormiańskiego
  - Jason Tesson, francuski kolarz szosowy
  - Samuele Zoccarato, włoski kolarz szosowy
- 1999:
  - Sachil Alachwerdowi, gruziński bokser
  - Li Zhuhao, chiński pływak
  - Maximiliano Romero, argentyński piłkarz
  - Sekou Sylla, gwinejski piłkarz
- 2000:
  - Samuele Ceccarelli, włoski lekkoatleta, sprinter
  - Jayden Martinez, amerykański koszykarz
  - Flo Milli, amerykańska raperka, autorka tekstów
  - Aiham Ousou, syryjski piłkarz
  - Luka Šamanić, chorwacki koszykarz
  - Kamal Sowah, ghański piłkarz
  - Adrián Vázquez, meksykański piłkarz
- 2001:
  - Kristoffer Askildsen, norweski piłkarz
  - Zia Cooke, amerykańska koszykarka
  - Eric García, hiszpański piłkarz
  - Zeke Nnaji, amerykański koszykarz pochodzenia nigeryjskiego
  - Rodrygo, brazylijski piłkarz
  - Igor Szkolik, rosyjski piłkarz
  - Anna Węgrzyn, polska tenisistka stołowa
  - Katarzyna Węgrzyn, polska tenisistka stołowa
- 2002:
  - Piero Hincapié, ekwadorski piłkarz
  - Nurzat Nurtajewa, kirgiska zapaśniczka
- 2003:
  - Caleb Houstan, kanadyjski koszykarz
  - Ricardo Pepi, amerykański piłkarz pochodzenia meksykańskiego
  - Darja Vidmanová, czeska tenisistka
- 2004:
  - Lucija Ćirić Bagarić, chorwacka tenisistka
  - Jesús Hernández, meksykański piłkarz
- 2007 – Aelita Andre, australijska malarka abstrakcyjna

## Zmarli
- 710 – Adrian z Canterbury, benedyktyn, arcybiskup Canterbury, święty (ur. ?)
- 1431 – Stanisław ze Skarbimierza, polski duchowny katolicki, prawnik, pisarz, rektor Akademii Krakowskiej (ur. ok. 1365)
- 1471 – Otto II, książę Lüneburga (ur. 1439)
- 1499 – Jan Cicero, elektor Brandenburgii (ur. 1455)
- 1514 – Anna Bretońska, księżna Bretanii, królowa Francji (ur. 1477)
- 1517 – Joanna, księżniczka aragońska, królowa Neapolu (ur. 1454)
- 1571 – Nicolas Durand de Villegaignon, francuski dowódca wojskowy, gubernator Bretanii (ur. 1510)
- 1622 – Alicja Le Clerc, francuska zakonnica, błogosławiona (ur. 1576)
- 1639 – Anna Branicka, polska szlachcianka (ur. 1567)
- 1658 – Melchior von Hatzfeldt, austriacki feldmarszałek (ur. 1593)
- 1675 – Francesco Maria Brancaccio, włoski duchowny katolicki, biskup Capaccio i Viterbo, kardynał (ur. 1592)
- 1695 – Stanisław Ścibor-Bogusławski, polski duchowny katolicki (ur. ?)
- 1703 – Urszula Morata, hiszpańska klaryska kapucynka, mistyczka, Służebnica Boża (ur. 1628)
- 1725 – Francesco Acquaviva d’Aragona, włoski kardynał (ur. 1665)
- 1755 – Augustus Berkeley, brytyjski arystokrata, dowódca wojskowy (ur. 1716)
- 1757 – Bernard Fontenelle, francuski filozof, pisarz (ur. 1657)
- 1774 – Jacques-François Blondel, francuski architekt (ur. 1705)
- 1783 – Franciszek Antoni Ledóchowski, polski polityk (ur. 1728)
- 1795 – Francesco D’Aquino di Caramanico, neapolitański polityk (ur. 1738)
- 1798 – Pedro de Aranda, hiszpański polityk, dyplomata (ur. 1719)
- 1799 – Maria Gaetana Agnesi, włoska lingwistka, matematyk, filozof (ur. 1718)
- 1800:
  - Jean-Étienne Championnet, francuski generał dywizji (ur. 1762)
  - Marcin In Eon-min, koreański męczennik i błogosławiony katolicki (ur. 1737)
  - Franciszek Yi Bo-hyeon, koreański męczennik i błogosławiony katolicki (ur. 1773)
- 1805 – Noble Wimberly Jones, amerykański lekarz, polityk (ur. 1723)
- 1815 – Giovanni Castiglione, włoski duchowny katolicki, biskup Osimo, kardynał (ur. 1742)
- 1816 – Piotr Dubrowski, rosyjski bibliofil, dyplomata, paleograf amator (ur. 1754)
- 1819 – Katarzyna Romanowa, królowa Wirtembergii (ur. 1788)
- 1832 – Karl von Kügelgen, niemiecki malarz (ur. 1772)
- 1838 – Franz Kratter, niemiecki urzędnik, dziennikarz (ur. ok. 1760)
- 1840:
  - Teresa Kim, koreańska męczennica i święta katolicka (ur. 1797)
  - Agata Yi, koreańska męczennica i święta katolicka (ur. 1824)
- 1842 – Józef Władysław Krogulski, polski kompozytor, pianista, dyrygent chóralny, pedagog (ur. 1815)
- 1846 – Józef Gotti, polski kupiec (ur. 1781)
- 1848 – Caroline Herschel, brytyjska astronom pochodzenia niemieckiego (ur. 1750)
- 1850 – Jan Kanty Andrusikiewicz, polski pedagog, organista, przywódca powstania chochołowskiego (ur. 1815)
- 1851:
  - Michel Martin Drolling, francuski malarz (ur. 1789)
  - Johannes Hermanus Koekkoek, holenderski malarz marynista (ur. 1778)
- 1854 – Michał Oczapowski, polski agronom (ur. 1788)
- 1855 – Lorenzo Simonetti, włoski kardynał (ur. 1789)
- 1862 – Paulina Jaricot, francuska mistyczka, założycielka ruchu Żywego Różańca, Służebnica Boża (ur. 1799)
- 1869 – Paul Huet, francuski malarz, rytownik (ur. 1803)
- 1872 – Henry Halleck, amerykański generał major, prawnik, wykładowca akademicki (ur. 1815)
- 1873 – Napoleon III Bonaparte, francuski polityk, prezydent Francji i cesarz Francuzów (ur. 1808)
- 1878 – Wiktor Emanuel II, król Sardynii i Włoch (ur. 1820)
- 1884 – Bernardino Trionfetti, włoski duchowny katolicki, biskup diecezji Terracina, Priverno i Sezze, kustosz Ziemi Świętej, generał zakonu franciszkanów (ur. 1803)
- 1889 – Alessandro Gavazzi, włoski duchowny katolicki, rewolucjonista (ur. 1809)
- 1890 – Piotr Vernier, polski botanik, ogrodnik, pedagog pochodzenia francuskiego (ur. 1803)
- 1894:
  - Władysław Jabłonowski, polski lekarz, etnograf, uczestnik powstania styczniowego (ur. 1841)
  - Charles Eugène Quinquaud, francuski internista, dermatolog (ur. 1841)
- 1899 – Antoni Brownsford, polski rolnik, redaktor, publicysta (ur. 1826)
- 1903 – Edward Zygmunt Nowakowski, polski kapucyn, kaznodzieja, historyk, uczestnik powstania styczniowego (ur. 1829)
- 1904:
  - Gustaw Neusser, polski psychiatra, wykładowca akademicki (ur. 1840)
  - Thomas E. Stewart, amerykański polityk (ur. 1824)
- 1905 – Louise Michel, francuska pisarka, anarchistka, feministka, rewolucjonistka, nauczycielka, działaczka społeczna (ur. 1830)
- 1906:
  - Charles Ritchie, brytyjski arystokrata, polityk (ur. 1838)
  - Józefa Wójcicka, polska aktorka, śpiewaczka (ur. 1854)
- 1907:
  - Józef Bornstein, polski dziennikarz, publicysta pochodzenia żydowskiego (ur. 1867)
  - Mozaffar ad-Din Szah Kadżar, szach Persji (ur. 1853)
  - Maria Sachsen-Altenburg, królowa Hanoweru (ur. 1818)
- 1908:
  - Wilhelm Busch, niemiecki poeta, satyryk, rysownik (ur. 1832)
  - Abraham Goldfaden, żydowski poeta, dramaturg (ur. 1840)
- 1909:
  - Paul Gachet, francuski lekarz, kolekcjoner obrazów, artysta amator (ur. 1828)
  - Dawid Prussak, polski przemysłowiec pochodzenia żydowskiego (ur. 1845)
- 1911 – Antoni Macoszek, polski duchowny katolicki, działacz społeczny, publicysta (ur. 1867)
- 1912 – Ika Freudenberg, niemiecka feministka (ur. 1858)
- 1916:
  - Tadeusz Ajdukiewicz, polski malarz (ur. 1852)
  - Paul Sorauer, niemiecki botanik, fitopatolog (ur. 1839)
- 1917 – Herman Stump, amerykański polityk (ur. 1837)
- 1918 – Émile Reynaud, francuski nauczyciel, wynalazca, prekursor techniki filmowej i filmu animowanego (ur. 1844)
- 1919 – Aleksander Tumidajski, polski porucznik piechoty (ur. 1890)
- 1922 – Zygmunt Sarnecki, polski dramaturg, krytyk, dyrektor teatru, dziennikarz, tłumacz (ur. 1837)
- 1923:
  - Tadeusz Pilat, polski prawnik, wykładowca akademicki (ur. 1844)
  - Katherine Mansfield, nowozelandzka pisarka (ur. 1888)
- 1927 – Houston Stewart Chamberlain, niemiecki filozof pochodzenia brytyjskiego (ur. 1855)
- 1928 – Antoni Osuchowski, polski prawnik, publicysta, działacz narodowy na Śląsku, Warmii i Mazurach (ur. 1849)
- 1931 – Sulejman Murzabułatow, baszkirski i radziecki polityk (ur. 1890)
- 1932 – Wincenty Kaczyński, polski generał brygady (ur. 1870)
- 1933:
  - Daphne Akhurst, australijska tenisistka (ur. 1903)
  - Stanisław Stückgold, polski malarz pochodzenia żydowskiego (ur. 1868)
- 1934 – Hakaru Hashimoto, japoński chirurg (ur. 1881)
- 1936:
  - John Gilbert, amerykański aktor, reżyser i scenarzysta filmowy (ur. 1897)
  - Gabriel Korbut, polski literaturoznawca (ur. 1862)
- 1938 – Nikon (Purlewski), rosyjski biskup prawosławny (ur. 1886)
- 1939:
  - Julius Bittner, austriacki kompozytor (ur. 1874)
  - Antoni Jezierski, polski malarz (ur. 1859)
  - Johann Strauss (wnuk), austriacki kompozytor (ur. 1866)
  - Sultan Sultanov, radziecki polityk (ur. 1905)
- 1940 – Tadeusz Garbowski, polski zoolog, filozof, malarz, pisarz (ur. 1869)
- 1941 – Ragnar Vik, norweski żeglarz sportowy (ur. 1893)
- 1942:
  - Heber Curtis, amerykański astronom (ur. 1872)
  - Kazimierz Grelewski, polski duchowny katolicki, męczennik, błogosławiony (ur. 1907)
  - Józef Pawłowski, polski duchowny katolicki, błogosławiony (ur. 1890)
  - Jerzy Różycki, polski matematyk, kryptolog (ur. 1909)
- 1943 – Władysław Jan Jasiński, polski pedagog, instruktor harcerski, żołnierz AK, dowódca oddziału „Jędrusie” (ur. 1909)
- 1944 – Antanas Smetona, litewski polityk, prezydent Litwy (ur. 1874)
- 1945 – Siergiej Nabokow, rosyjski poeta, pedagog (ur. 1890)
- 1947:
  - Herman Bing, niemiecki aktor, komik (ur. 1889)
  - Karl Mannheim, niemiecki socjolog (ur. 1893)
- 1948 – Hrihorij Kuźniewicz, ukraiński rzeźbiarz (ur. 1871)
- 1949:
  - Maciej Fijak, polski rolnik, polityk (ur. 1862)
  - Martin Grabmann, niemiecki historyk ﬁlozoﬁi, mediewista, teolog, wykładowca akademicki (ur. 1875)
- 1952:
  - Paul Ausserleitner, austriacki skoczek narciarski (ur. 1925)
  - Andrea Cassulo, włoski duchowny katolicki, arcybiskup, nuncjusz apostolski (ur. 1869)
  - Vytautas Andrius Graičiūnas, litewski teoretyk zarządzania, inżynier (ur. 1898)
- 1953 – Gabriel Poulain, francuski kolarz torowy (ur. 1884)
- 1954 – Roman Rostworowski, polski ziemianin, sadownik, pisarz (ur. 1885)
- 1955 – Kazimierz Mach, polski major piechoty (ur. 1886)
- 1956:
  - Jadwiga Gamska-Łempicka, polska poetka (ur. 1903)
  - Wiktor Grosz, polski generał brygady, działacz komunistyczny, publicysta pochodzenia żydowskiego (ur. 1907)
  - Kurt Löwenstein, niemiecki i izraelski neurolog, psychiatra (ur. 1883)
- 1958:
  - Michał du Laurans, polski malarz (ur. 1873)
  - Hryhorij Petrowski, ukraiński i radziecki polityk (ur. 1878)
  - Józef Szkolnikowski, polski trener piłkarski, działacz sportowy (ur. 1889)
- 1959 – Giuseppe Bottai, włoski prawnik, ekonomista, dziennikarz, polityk (ur. 1895)
- 1960:
  - Kornel Bogotko, polski oficer, kawaler Virtuti Militari (ur. 1892)
  - Helena Zarembina, polska aktorka (ur. 1895)
- 1961:
  - Emily Greene Balch, amerykańska pisarka, pacyfistka, laureatka Pokojowej Nagrody Nobla (ur. 1867)
  - Witold Wolibner, polski matematyk, wykładowca akademicki (ur. 1902)
- 1962 – Joe Starnes, amerykański polityk (ur. 1895)
- 1963 – Fridolin von Senger und Etterlin, niemiecki generał (ur. 1891)
- 1964 – Josef Dobrowsky, austriacki malarz (ur. 1889)
- 1965 – Walter Monckton, brytyjski polityk, krykiecista (ur. 1891)
- 1966:
  - Friedrich Wilhelm Foerster, niemiecki filozof, pedagog (ur. 1869)
  - Tatsuyoshi Miki, japoński tenisista (ur. 1904)
- 1968:
  - Louis Aubert, francuski kompozytor (ur. 1877)
  - Nándor Lengyel, węgierski piłkarz, trener (ur. 1914)
  - Bernhard Lund, norweski żeglarz sportowy (ur. 1889)
  - Hans Steger, niemiecki rzeźbiarz (ur. 1907)
- 1969:
  - Stanisław Dąbrowski, polski aktor, reżyser teatralny, historyk teatru (ur. 1889)
  - Jacobus van Egmond, holenderski kolarz torowy (ur. 1908)
- 1970:
  - Mieczysław Grydzewski, polski historyk, dziennikarz pochodzenia żydowskiego (ur. 1894)
  - Adam Hefter, austriacki duchowny katolicki, biskup Gurk (ur. 1871)
  - Käthe Krauß, niemiecka lekkoatletka, sprinterka (ur. 1906)
  - Otto Rothe, niemiecki jeździec sportowy (ur. 1924)
- 1971 – Borys Eliaszewicz, karaimski działacz społeczny, karaimoznawca, starszy hazzan Eupatorii (ur. 1881)
- 1973 – Józef Markow, polski murarz, stachanowiec, polityk, poseł na Sejm PRL (ur. 1908)
- 1975 – Pierre Fresnay, francuski aktor (ur. 1897)
- 1976 – Leopold Hofmann, austriacki piłkarz (ur. 1905)
- 1978 – Józef Werakso, polski pilot wojskowy (ur. 1897)
- 1979:
  - Ruben Allinger, szwedzki hokeista (ur. 1891)
  - Josef Kuchynka, czeski piłkarz, trener (ur. 1894)
  - Pier Luigi Nervi, włoski inżynier budownictwa, architekt (ur. 1891)
- 1980:
  - Gaetano Belloni, włoski kolarz szosowy (ur. 1892)
  - Aleksander Tupalski, polski piłkarz, hokeista (ur. 1900)
- 1981:
  - Sammy Davis, brytyjski kierowca wyścigowy, dziennikarz (ur. 1887)
  - Jerzy Kolasiński, polski kompozytor, dyrygent (ur. 1906)
  - Leon Rubin, polski dziennikarz pochodzenia żydowskiego (ur. 1916)
  - Kazimierz Serocki, polski kompozytor, pianista (ur. 1922)
- 1985 – Robert Mayer, brytyjski przedsiębiorca, filantrop (ur. 1879)
- 1987:
  - Zbigniew Cynkutis, polski reżyser teatralny (ur. 1938)
  - Arthur Lake, amerykański aktor (ur. 1905)
- 1989:
  - Szczepan Baczyński, polski aktor, reżyser teatralny (ur. 1901)
  - Marshall Stone, amerykański matematyk, wykładowca akademicki (ur. 1903)
- 1990:
  - Spud Chandler, amerykański baseballista (ur. 1907)
  - Klara Mirska, polska pisarka pochodzenia żydowskiego (ur. 1901)
  - Bazilio Olara-Okello, ugandyjski generał porucznik, polityk, prezydent Ugandy (ur. 1929)
- 1991 – Marian Czuchnowski, polski poeta, prozaik, dziennikarz (ur. 1909)
- 1992 – Bill Naughton(inne języki), brytyjski dramaturg (ur. 1910)
- 1993:
  - Janina Buczyńska, polska fizyk, metrolog (ur. 1928)
  - Paul Hasluck, australijski historyk, polityk, dyplomata (ur. 1905)
  - Keith Mwila, zambijski bokser (ur. 1966)
  - Edward Suchoń, polski piłkarz (ur. 1909)
- 1994 – Hans Graf, austriacki pianista, pedagog (ur. 1928)
- 1995:
  - Peter Cook(inne języki), brytyjski aktor, pisarz, satyryk (ur. 1937)
  - Gisela Mauermayer, niemiecka lekkoatletka, dyskobolka, kulomiotka i wieloboistka (ur. 1913)
  - Tiao Souphanouvong, laotański książę, polityk, prezydent Laosu (ur. 1909)
  - Jan Piotr Stępień, polski duchowny katolicki, biblista (ur. 1910)
- 1996:
  - Jerzy Chluski(inne języki), polski operator filmowy (ur. 1914)
  - Maria Kusion-Bibro, polska lekkoatletka, sprinterka (ur. 1936)
  - Walter M. Miller Jr., amerykański pisarz science fiction (ur. 1923)
  - Ildefons Pauler, austriacki duchowny katolicki, wielki mistrz zakonu krzyżackiego (ur. 1903)
  - Józef Wiśniewski, polski hokeista, bramkarz (ur. 1940)
- 1997:
  - Karol Borhy, słowacki trener piłkarski (ur. 1912)
  - Anna Lisowska-Niepokólczycka, polska pisarka, autorka słuchowisk radiowych (ur. 1930)
  - Edward Osóbka-Morawski, polski polityk, przewodniczący PKWN i premier (ur. 1909)
  - Jesse White(inne języki), amerykański aktor (ur. 1917)
- 1998:
  - Ken’ichi Fukui, japoński chemik, wykładowca akademicki, laureat Nagrody Nobla (ur. 1918)
  - Alberto Isaac(inne języki), meksykański reżyser filmowy (ur. 1923)
  - Imi Lichtenfeld, izraelski zawodnik sztuki walki (ur. 1910)
  - Lia Manoliu, rumuńska lekkoatletka, dyskobolka pochodzenia węgierskiego (ur. 1932)
  - Zygmunt Najdowski, polski historyk, polityk, minister kultury i sztuki (ur. 1932)
- 1999 – Hans Candrian, szwajcarski bobsleista (ur. 1938)
- 2000:
  - Marguerite Churchill, amerykańska aktorka (ur. 1910)
  - Poul Mejer, duński piłkarz (ur. 1931)
- 2001:
  - Jerzy Kasprzycki, polski dziennikarz, varsavianista (ur. 1930)
  - Paul Vanden Boeynants, belgijski polityk, premier Belgii (ur. 1919)
- 2002 – Józef Olszewski, polski polityk, poseł na Sejm PRL, działacz partyjny, dyplomata (ur. 1916)
- 2003 – Ignace Heinrich, francuski lekkoatleta, wieloboista (ur. 1925)
- 2004:
  - Norberto Bobbio, włoski prawnik, filozof, politolog, polityk (ur. 1909)
  - Song Hào, wietnamski generał, polityk, działacz komunistyczny (ur. 1917)
  - Zhou Erfu, chiński pisarz (ur. 1914)
- 2005:
  - Gonzalo Gavira, meksykański filmowiec, specjalista efektów dźwiękowych (ur. 1925)
  - Kōji Hashimoto(inne języki), japoński reżyser filmowy (ur. 1936)
- 2007:
  - Krzysztof Michejda, polski chemik (ur. 1938)
  - Elmer Symons(inne języki), południowoafrykański motocyklista wyścigowy (ur. 1977)
  - Jean-Pierre Vernant, francuski historyk, antropolog (ur. 1914)
- 2008:
  - Kazimierz Milner, polski działacz związkowy, polityk, poseł na Sejm RP (ur. 1942)
  - Irena Pomorska, polska egiptolog (ur. 1933)
- 2009:
  - Dave Dee, brytyjski wokalista, członek zespołu Dave Dee, Dozy, Beaky, Mick & Tich (ur. 1941)
  - René Herms, niemiecki lekkoatleta, średniodystansowiec (ur. 1982)
  - Kaarle Ojanen, fiński szachista (ur. 1918)
  - Zygmunt Zieliński, polski ekonomista, wykładowca akademicki (ur. 1929)
- 2010:
  - Améleté Abalo, togijski trener piłkarski (ur. 1962)
  - Fatimah Hashim, malezyjska polityczka (ur. 1924)
  - Armand Gaétan Razafindratandra, madagaskarski duchowny katolicki, arcybiskup Antananarywy, kardynał (ur. 1925)
- 2011:
  - Maria Paradowska, polska historyk, etnolog, etnograf (ur. 1932)
  - Howard Wallace Pollock, amerykański polityk (ur. 1920)
  - Jerzy Woźniak, polski piłkarz (ur. 1932)
  - Peter Yates, brytyjski reżyser i producent filmowy (ur. 1929)
- 2012 – Malam Bacai Sanhá, gwinejski polityk, prezydent Gwinei Bissau (ur. 1947)
- 2013:
  - James M. Buchanan, amerykański ekonomista, laureat Nagrody Banku Szwecji im. Alfreda Nobla w dziedzinie ekonomii (ur. 1919)
  - Isidro Pérez, meksykański bokser (ur. 1964)
  - John Wise, kanadyjski polityk (ur. 1935)
- 2014:
  - Amiri Baraka, amerykański pisarz (ur. 1934)
  - Stanisław Dąbrowski, polski sędzia, Pierwszy Prezes Sądu Najwyższego (ur. 1947)
  - Lorella De Luca, włoska aktorka (ur. 1940)
  - Władysław Lubaś, polski językoznawca (ur. 1932)
  - Dale Mortensen, amerykański ekonomista, wykładowca akademicki, laureat Nagrody Banku Szwecji im. Alfreda Nobla w dziedzinie ekonomii (ur. 1939)
  - Věra Tichánková, czeska aktorka (ur. 1920)
- 2015:
  - Angelo Anquilletti, włoski piłkarz (ur. 1943)
  - Józef Oleksy, polski polityk, poseł, marszałek Sejmu RP, premier, wicepremier i minister spraw wewnętrznych i administracji (ur. 1946)
  - Peder Pedersen, duński kolarz torowy (ur. 1945)
  - Roy Tarpley, amerykański koszykarz (ur. 1964)
- 2016 – Paul-Marie Rousset, francuski duchowny katolicki, biskup pomocniczy Lyonu, biskup Saint-Étienne (ur. 1921)
- 2017:
  - Zygmunt Bauman, polski socjolog, filozof, eseista, wykładowca akademicki pochodzenia żydowskiego (ur. 1925)
  - Roberto Cabañas, paragwajski piłkarz (ur. 1961)
  - Patrick Flores, amerykański duchowny katolicki, arcybiskup metropolita San Antonio (ur. 1929)
  - Krystyna Katulska, polska matematyk (ur. 1950)
  - Henryk Michałowski, polski generał dywizji pilot, dowódca Wojsk Lotniczych (ur. 1927)
  - Teresa Ann Savoy(inne języki), brytyjsko-włoska aktorka (ur. 1955)
- 2018:
  - Jewgienij Awrorin, rosyjski fizyk, wykładowca akademicki (ur. 1932)
  - Bogusław Banaszak, polski prawnik, konstytucjonalista, wykładowca akademicki, sędzia Trybunału Stanu (ur. 1955)
  - Włodzimierz Krysiak, polski pedagog, instruktor harcerski (ur. 1950)
  - Terence Marsh, brytyjski scenograf filmowy (ur. 1931)
  - Gerald Morkel, południowoafrykański samorządowiec, polityk (ur. 1941)
  - Odvar Nordli, norweski polityk, premier Norwegii (ur. 1927)
- 2019:
  - Kjell Bäckman, szwedzki łyżwiarz szybki (ur. 1934)
  - Verna Bloom, amerykańska aktorka (ur. 1938)
  - Joseph Lawson Howze, amerykański duchowny katolicki, biskup Biloxi (ur. 1923)
  - Paul Koslo, kanadyjski aktor (ur. 1944)
  - Anatolij Łukjanow, rosyjski polityk, przewodniczący Rady Najwyższej ZSRR (ur. 1930)
- 2020:
  - Jan Gliński, polski agrofizyk, gleboznawca (ur. 1933)
  - Leo Kolber, kanadyjski polityk (ur. 1929)
  - Rudolf de Korte, holenderski polityk, minister gospodarki i spraw wewnętrznych, wicepremier (ur. 1936)
  - Ivan Passer, czeski reżyser i scenarzysta filmowy (ur. 1933)
  - Mike Resnick, amerykański pisarz science fiction (ur. 1942)
- 2021:
  - Maksim Bramatkin, rosyjski aktor (ur. 1980)
  - František Filip, czeski reżyser i scenarzysta dokumentalny, telewizyjny i filmowy (ur. 1930)
  - Grzegorz Guziński, polski wokalista, autor tekstów, kompozytor, członek zespołu Flapjack (ur. 1975)
  - John Reilly, amerykański aktor (ur. 1934)
- 2022:
  - Franco Cavallo, włoski żeglarz sportowy (ur. 1932)
  - Toshiki Kaifu, japoński polityk, premier Japonii (ur. 1931)
  - Bob Saget, amerykański aktor, komik (ur. 1956)
- 2023:
  - Alain Da Costa, gaboński trener piłkarski (ur. 1935)
  - Melinda Dillon, amerykańska aktorka (ur. 1939)
  - Adolfo Kaminsky, francuski fotograf, fałszerz (ur. 1925)
  - Yoriaki Matsudaira, japoński kompozytor (ur. 1931)
  - Ferenc Mészáros, węgierski piłkarz, trener (ur. 1950)
  - Karl Alexander Müller, szwajcarski fizyk, laureat Nagrody Nobla (ur. 1927)
  - Wacław Sadkowski, polski krytyk literacki, eseista, tłumacz (ur. 1933)
  - Charles Simic, serbski poeta, wydawca (ur. 1938)
- 2024:
  - Delfina Ambroziak, polska śpiewaczka operowa (sopran) (ur. 1939)
  - Ryszard Herba, polski aktor (ur. 1957)
  - Tadeusz Isakowicz-Zaleski, polski duchowny katolicki, poeta, działacz opozycji antykomunistycznej, publicysta, działacz społeczny (ur. 1956)
  - James Kottak, amerykański gitarzysta i perkusista rockowy, członek zespołów Scorpions i Kottak (ur. 1962)
  - Philippe Fanoko Kossi Kpodzro, togijski duchowny katolicki, biskup Atakpamé, arcybiskup Lomé (ur. 1930)
- 2025:
  - Andrzej Marian Bartczak, polski pedagog, malarz, grafik, profesor nauk o sztukach pięknych (ur. 1945)
  - Bill Byrge, amerykański aktor (ur. 1938)
  - Phyllis Dalton, brytyjska kostiumografka filmowa (ur. 1925)
  - Otto Schenk, austriacki aktor (ur. 1930)
  - Mariusz Trynkiewicz, polski nauczyciel, seryjny morderca, pedofil (ur. 1962)